# Chino Hills (település)
Chino Hills Los Angeles egyik külvárosa a kaliforniai San Bernardino megye délnyugati sarkában. Északnyugatra Los Angeles megye, délről Orange megye, délkeletről pedig Riverside megye határolja. Lakosainak száma 78 411 fő (2020. április 1.).
Chino Hills 34. helyet ért el a Money magazin „Hol a legjobb élni 2012-ben” című rangsorában. Chino Hills a hatodik legnagyobb jövedelemmel rendelkező hely az Egyesült Államok 65 000 és 250 000 fő közötti népességgel bíró települései között, és a 13. legbiztonságosabb város az Egyesült Államokban 2008-ban, az FBI szerint. Chino Hills Chino Valley része.

## Népesség
| 2010 | 74 799 |
| 2020 | 78 411 |

## Fordítás
- Ez a szócikk részben vagy egészben  a   Chino Hills, California című angol Wikipédia-szócikk ezen változatának fordításán alapul.  Az eredeti cikk szerkesztőit annak laptörténete sorolja fel. Ez a jelzés csupán a megfogalmazás eredetét és a szerzői jogokat jelzi, nem szolgál a cikkben szereplő információk forrásmegjelöléseként.